# Monkey Ball
Monkey Ball es un videojuego de arcade para máquinas recreativas desarrollado por Amusement Vision y distribuido por Sega en 2001.
 Posteriormente, a finales del mismo año, se lanzó un remake del arcade para Nintendo GameCube titulado Super Monkey Ball, del cual han ido saliendo varias secuelas para diversas consolas. Podría considerarse a Monkey Ball como el primer juego de la saga. Entre las diferencias que poseía con su versión de Gamecube, estaba la presencia de una sola fase Maestro en el juego a diferencia de 10 fases en el Gamecube, la simplicidad de los gráficos, y música y sonido diferente.

## Curiosidades
- El joystick de la máquina recreativa de Monkey Ball tenía forma de plátano, haciendo alusión a la comida favorita de los protagonistas del juego.

- El arcade Monkey Ball tenía originalmente 3 pequeños monos como personajes (AiAi, MeeMee y Baby). Para el remake de Nintendo GameCube se incluyó un cuarto personaje llamado GonGon, que también aparecería en juegos posteriores de la saga.